# يوساكو مايزاوا
يوساكو مايزاوا (Yusaku Maezawa (前澤 友作) (مواليد 22 نوفمبر 1975 بمدينة كاماغايا (تشيبا) اليابان)،هو رجل أعمال ياباني ملياردير. أسس شركة Start Today في عام 1998 وفي عام 2004 أطلق موقع Zozotown على شبكة الإنترنت للأزياء وهو الآن أكبر موقع في اليابان ، وفي الآونة الأخيرة قدم مايزاوا ماركة ZOZO للزي العلامة التجارية، ونظام القياس في المنزل، ZOZOSUIT ، في عام 2018. اعتبارًا من مايو 2017 ، تقدر شركة فوربس أن يبلغ صافي ثروته 3.6 مليار دولار، وهو أغنى 14 شخصًا في اليابان.
وفي يوم الاثنين 17 سبتمبر 2018 أعلنت شركة الطيران سبيس إكس أنها ستقل رجل الأعمال الياباني، يوساكو ميازاوا، في رحلة إلى الفضاء ليحلق حول القمر، ليصبح أول سائح يقوم بذلك.

## مطلع حياته
بدأ مايزاوا الدراسة بمدرسة واسيدا جيتسوغيو الثانوية عام 1991، حيث أنشأ فرقةً موسيقيةً مع زملائه بالفصل باسم «سويتش ستايل»، وكان مايزاوا قارع طبول هذه الفرقة. أصدرت الفرقة أول أسطوانة مطولة لها في عام 1993. قرر مايزاوا بعد تخرجه من المدرسة الثانوية ألا يذهب إلى الكلية؛ وبدلًا من ذلك، ذهب مع حبيبته إلى الولايات المتحدة، حيث بدأ في تجميع الأقراص المدمجة والتسجيلات. وأصبحت هذه المجموعة من الألبومات، بعد عودته من الولايات المتحدة إلى اليابان، أساسًا لشركته الأولى، التي كانت تبيع الألبومات والأقراص المدمجة المستوردة عبر البريد.

## الأعمال
استخدم مايزاوا أعمال بيع الألبومات المطلوبة عبر البريد لتكون أساسًا يبدأ به شركته «ستارت توداي» في عام 1998. ووقعت فرقته، بنفس السنة، مع شركة برتلسمان للموسيقى في اليابان. وانتقلت شركة ستارت توداي لتكون منصةً على الإنترنت بحلول عام 2000، وبدأت في بيع الملابس، وأصبحت شركةً عامة. صرح مايزاوا عام 2001 بتوقفه موقتًا عن العمل في الموسيقى. افتتحت شركة ستارت توداي موقعها الإلكتروني لتجارة الملابس بالقطعة باسم زوزوتاون في عام 2004، وأصبحت ستارت توداي شركة مساهمة عامة، وكانت على قائمة «مازرز» في بورصة طوكيو. وانضمت ستارت توداي إلى قائمة القطاع الأول في بورصة طوكيو في عام 2012.
أدخل مايزاوا مؤخرًا ماركة «زوزو»، وهي ماركة للملابس المُفصَّلة ونظام «زوزوسوت»، وهو نظام لأخذ القياسات في المنزل، وذلك في أكثر من 72 دولةً وإقليمًا.
استقال مايزاوا من زوزو في سبتمبر عام 2019 بعد بيع حصةً من الشركة تبلغ 50.1% لصالح مجموعة سوفت بنك اليابانية بنحو 3.7 ملير دولار أمريكي، أي ما يعادل 400 مليار ين ياباني. وباع مايزاوا أيضًا حصته الشخصية من شركة زوزو التي تبلغ 30% لصالح شركة ياهو باليابان.

## مؤسسة الفن المعاصر
أسس مايزاوا مؤسسة الفن المعاصر الموجودة بطوكيو، والتي بدأت منذ عام 2012 بغرض «دعم الفنانين الصغار باعتبارهم ركيزةً للجيل القادم من الفن المعاصر». تنظم مؤسسة الفن المعاصر حاليًا مجموعةً من العروض مرتين في السنة. جذب مايزاوا انتباه وسائل الإعلام بشكل ملحوظ في مايو عام 2016 من خلال شرائه لأحد الأعمال التي ليس لها عنوان للفنان جان ميشال باسكيات بسعر قياسي بلغ 57.3 مليون دولار بأحد المزادات، واشترى مايزاوا في نفس المزاد أعمالًا لبروس نومان، وألكسندر كالدر، وريتشارد برنس، وجيف كونز، منفقًا 98 مليون دولار بشكل إجمالي على مدار يومين. يخطط مايزاوا لفتح متحفًا للفن المعاصر بمدينة تشيبا اليابانية، والذي سيضم مجموعته الفنية.

## رحلة حول القمر
أُعلن في يوم 17 سبتمبر عام 2018، أن مايزاوا سيكون أول راكب تجاري في رحلة فضائية للتحليق حول القمر. وسيطير على متن مركبة ستارشيب الخاصة بشركة سبيس إكس، وهي مركبة فضائية قيد التطوير منذ عام 2017. تقرر أن تُطلق هذه الرحلة بعد عام 2023 على الأقل، وستستغرق الرحلة ستة أيام تقريبًا. خطط مايزاوا أن يصطحب معه ست إلى ثماني فنانين ليكونوا جزءًا من مشروع فني أنشأه بعنوان ديرمون. أعلن السيد مايزاوا أيضًا عن بحثه عن امرأة خاصة، لتكون شريكة حياة وتشاركه هذه التجربة.

## الأكثر في إعادة التغريد
في الخامس من يناير عام 2020، أصبحت إحدى تغريدات مايزاوا أعلى تغريدة من ناحية إعادات التغريد على تويتر، وذلك في رسالته على حسابه بموقع تويتر التي عرض فيها مليون ين، أي 9300 دولار تقريبًا، تُوزَّع على ألف شخص بشكل عشوائي ممن سيعيدون تغريد هذه الرسالة ويتابعون حسابه. ووصل عدد الأشخاص الذين تابعوا مايزاوا وأعادوا تغريد هذه الرسالة إلى أكثر من 4 ملايين شخص.

## وصلات خارجية
- (إيلاف): الملياردير الياباني يوساكو مايزاوا يزور القمر في 2023
- (قناة اورو نيوز):ملياردير ياباني أول المسافرين في رحلة خاصة إلى القمر
- شركة «سبيس إكس» ترسل مليارديرا يابانيا إلى القمر في 2023